# Pfarrhaus Groß Döbbern

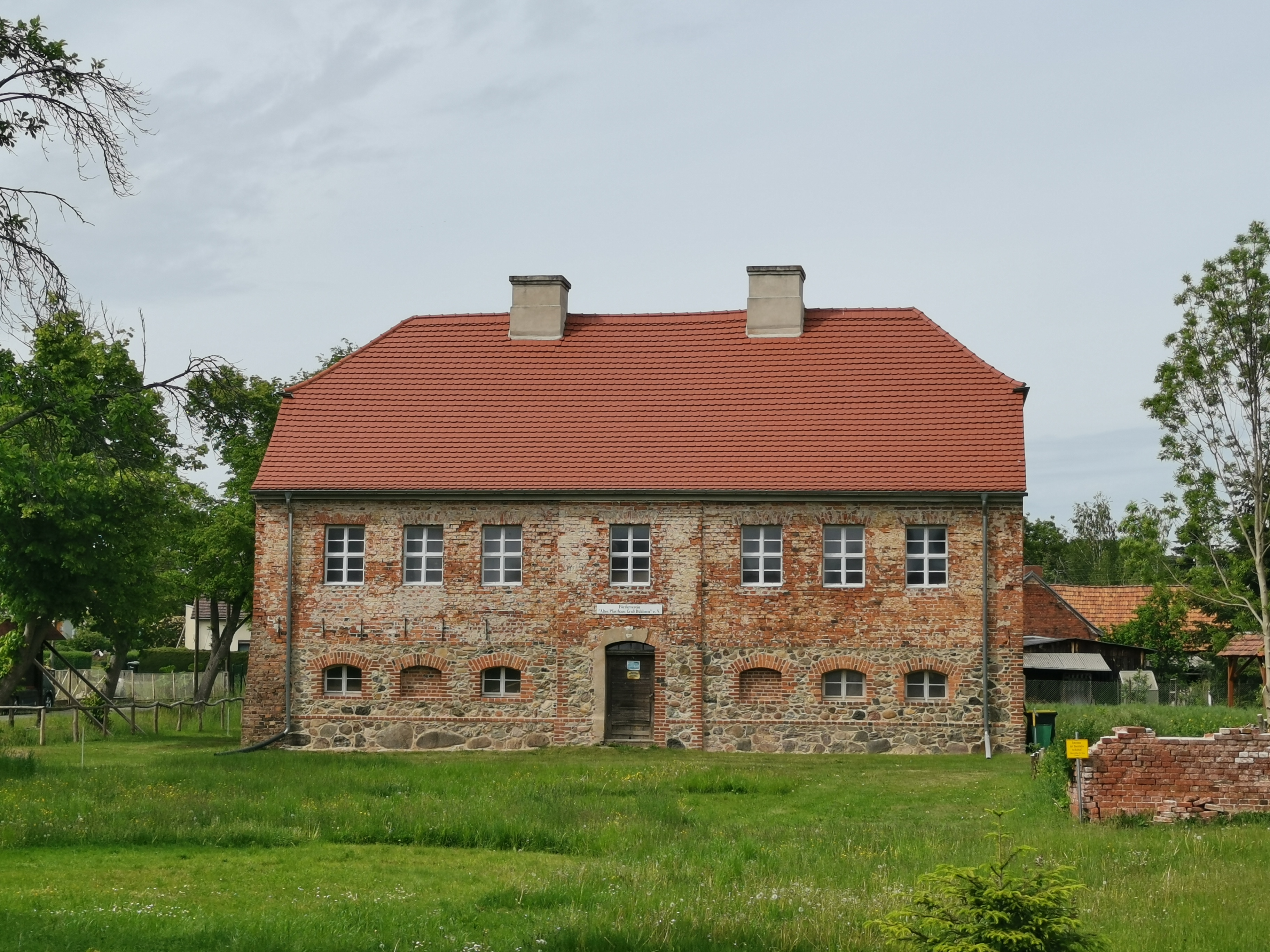
Pfarrhaus Groß Döbbern (2020)

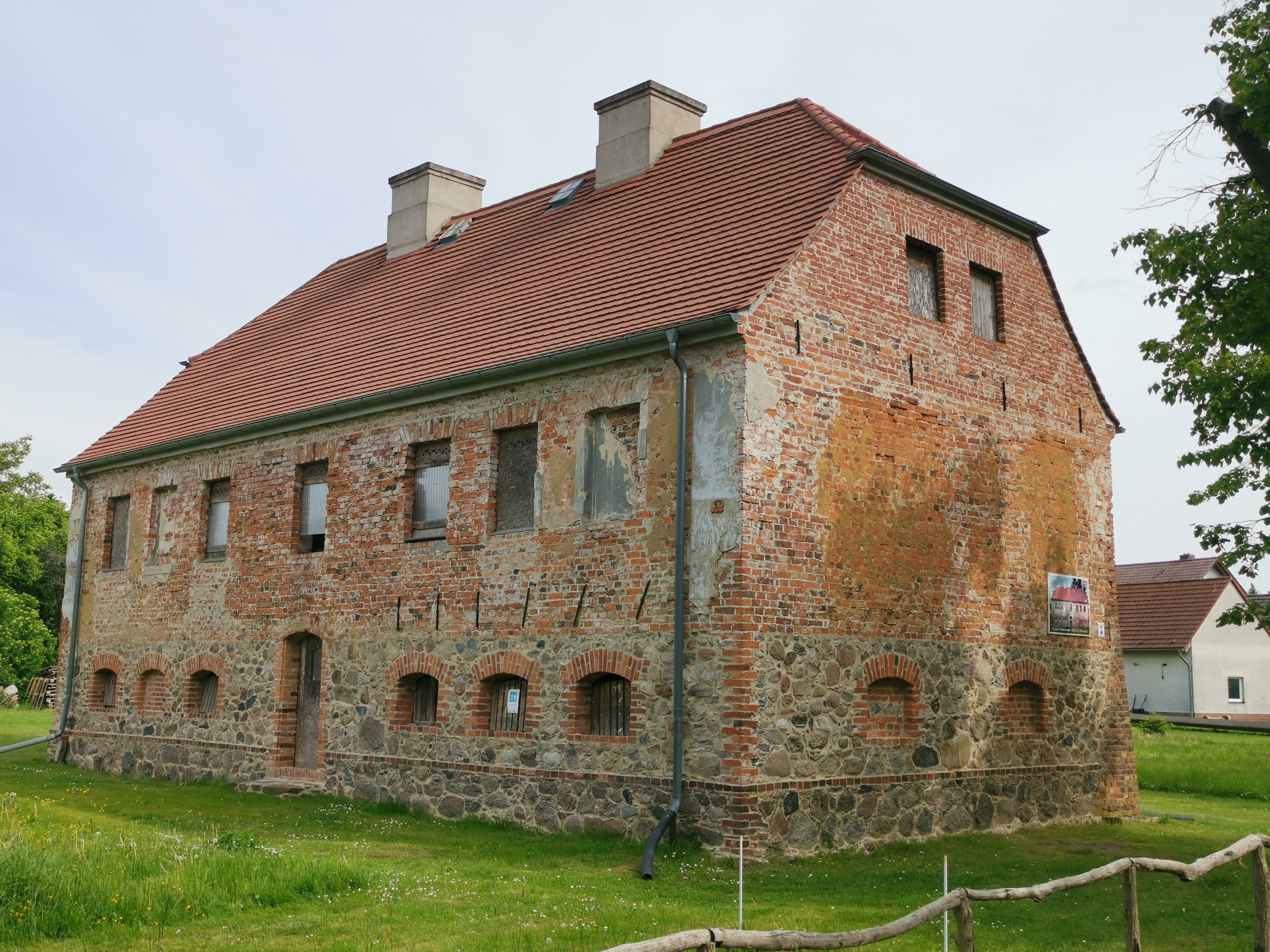
Rückansicht des Gebäudes (2020)

Das Pfarrhaus Groß Döbbern ist das Pfarrhaus im Ortsteil Groß Döbbern der Gemeinde Neuhausen/Spree im Landkreis Spree-Neiße in Brandenburg. Das Gebäude ist ein eingetragenes Baudenkmal in der Denkmalliste des Landes Brandenburg.

## Geschichte und Architektur
Das Groß Döbberner Pfarrhaus befindet sich in der Ortsmitte gegenüber der Dorfkirche. Es wurde im Jahr 1785 anstelle eines Vorgängerbaus von 1460 neu gebaut und im Jahr 1818 unter dem späteren Fürsten Hermann von Pückler-Muskau nach Entwürfen des Cottbuser Stadtbaurates Brasch umgestaltet. Seit 1995 steht das Gebäude unter Denkmalschutz. Es ist nicht gesichert überliefert, ob das Pfarrhaus aufgrund seiner Größe tatsächlich für diesen Zweck genutzt wurde. Bis in die 1970er Jahre diente es zunächst als zusätzliches Unterrichtsgebäude der Dorfschule und später als Wohnhaus. Nachdem das Gebäude zuvor über 35 Jahre leer stand, stürzte im Dezember 2004 einer der beiden Schornsteine auf dem Dach des Pfarrhauses ein.
Im Jahr 2005 wurde ein Förderverein für den Erhalt des Pfarrhauses gegründet, im folgenden Jahr begann man mit umfassenden Restaurierungsarbeiten. Der Förderverein gewann 2020 den Nachbarschaftspreis des Landes Brandenburg. Das Gelände rund um das Pfarrhaus dient heute als dorfgemeinschaftlicher Mittelpunkt Groß Döbberns. Der Pavillon hinter dem Gebäude kann für Veranstaltungen gebucht werden, südöstlich des Pfarrhauses wurde ein Spielplatz angelegt.
Das Pfarrhaus ist ein zweigeschossiger Bau aus Feldsteinen und Ziegelmauerwerk von sieben Achsen. Der Feldsteinsockel stammt wahrscheinlich vom Vorgängerbau. Im Mittelrisalit befindet sich ein segmentbogiges Eingangsportal. Die niedrigen Fenster im Erdgeschoss sind ebenfalls segmentbogig, die Fenster des oberen Geschosses rechteckig. Auf der Rückseite wurden zwei Fenster des Obergeschosses vermauert. Die Fassade wurde im Jahr 2022 im Zuge der Sanierung verputzt und die Fenster mit leicht hervorgehobenen Rahmungen versehen. Abgeschlossen wird das Pfarrhaus durch ein Krüppelwalmdach.